# Liên đoàn bóng đá Seychelles
Liên đoàn bóng đá Seychelles (tiếng Pháp: Fédération des Seychelles de football; tiếng Anh: Seychelles Football Federation) là tổ chức quản lý, điều hành các hoạt động bóng đá ở Seychelles. Liên đoàn quản lý đội tuyển bóng đá quốc gia Seychelles, tổ chức các giải bóng đá như vô địch quốc gia và cúp quốc gia. Liên đoàn bóng đá Seychelles gia nhập FIFA và CAF cùng năm 1986.